# Marthe de Roucoulle

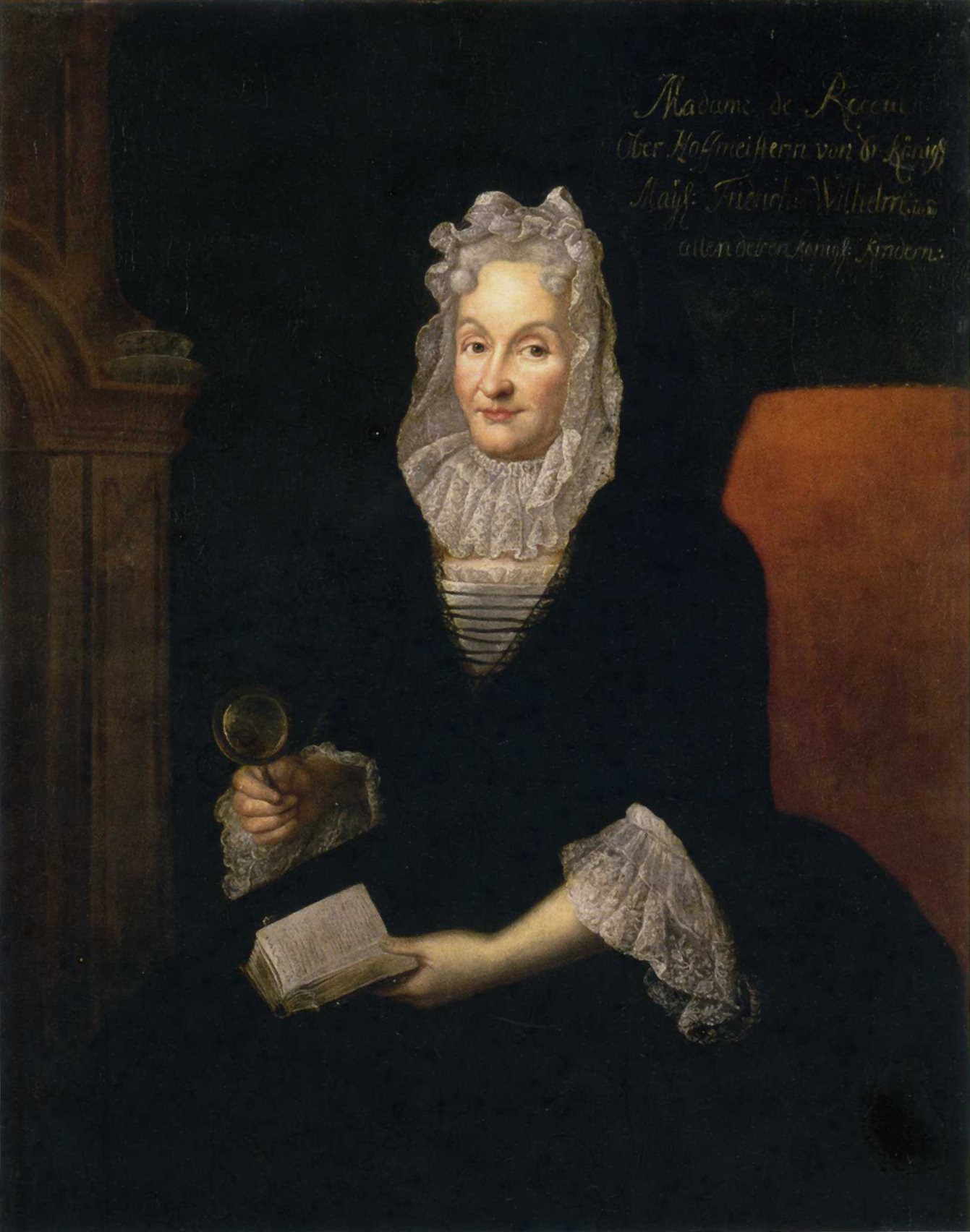
Marthe de Roucoulle, um 1735 – Das Gemälde aus der Schule des Hofmalers Antoine Pesne, heute Stiftung Preußische Schlösser und Gärten Berlin-Brandenburg, hing lange im Berliner Schloss, später im Hohenzollern-Museum.

Marthe de Roucoulle, auch de Rocoulle und weitere Schreibweisen (* 1659 in Alençon, Normandie, als Marthe du Val oder Duval; † 2. Oktober 1741 in Berlin), war eine Gouvernante am Hofe Friedrichs I. und Friedrich Wilhelms I., Königen in Preußen. Historische Bedeutung erlangte sie vor allem als Erzieherin Friedrichs des Großen, der ihr seine ausgezeichneten französischen Sprachkenntnisse als Zugang zur französischen Kultur seiner Zeit verdankte und der ihr für ihre mütterliche Zuwendung bis zu ihrem Tod eng verbunden blieb.

## Leben
Marthe de Roucoulle, älteste Tochter von Jean Duval, Seigneur des Alneaux, und dessen Frau Marthe Rouïllon, stammte aus einer adeligen Familie von Hugenotten. In Alençon hatte sie in erster Ehe den französischen Oberstleutnant Ésaïe Dumas (Du Matz) de Montbail geheiratet. Wegen der religiösen Verfolgung, der sie und ihre Familie infolge der Aufhebung des Edikts von Nantes durch das Edikt von Fontainebleau ausgesetzt waren, emigrierte sie mit der Familie wohl zunächst nach England und nach dem Tod ihres ersten Mannes mit ihren zwei Töchtern nach Brandenburg-Preußen, das durch das Edikt von Potsdam den Hugenotten freie und sichere Niederlassung in Brandenburg sowie Privilegien angeboten hatte. Dort fanden sie als besitzlose calvinistische Flüchtlinge – réfugiés – Aufnahme am Hofe Friedrichs I. Dessen Gemahlin Sophie Charlotte nahm sich – wohl nach Fürsprache ihrer Hofdame Marguerite Françoise Amproux du Matz de Montmartin (1646–1732), Marthes Schwägerin – nicht nur ihrer Töchter als Hofdamen an, sondern übertrug ihr 1692 auch die Aufsicht über den damals fünfjährigen Kronprinzen Friedrich Wilhelm, damit er die damals in königlichen Kreisen erforderliche französische Sprache bereits als Kleinkind annehme. Als Madame de Montbail lernte sie im Milieu der Hugenotten in Berlin den Hauptmann und späteren Obersten Jacques de Pelet, Seigneur de Roucoulle (1652–1698), kennen, der bei den Kompanien der Grands Mousquetaires Dienst tat, einer altpreußischen Militäreinheit, die aus französischen Flüchtlingen bestand. In zweiter Ehe heiratete sie ihn. Diese Ehe blieb kinderlos.
Nach der Vermählung ihres Schützlings Friedrich Wilhelm mit der Prinzessin Sophie Dorothea von Hannover im Jahr 1706 stieg sie zur Oberhofmeisterin auf. Friedrich Wilhelm übertrug ihr die Erziehung seiner Kinder. Ihr Ernennungspatent zur „gouvernante auprès du prince et les princesses royales“, das Wilhelm Heinrich Thulemeyer, Geheimer Sekretär in der Staatskanzlei, konzipiert hatte, datiert vom 2. Mai 1714, als ihr bedeutendster Zögling, Kronprinz Friedrich, bereits zwei Jahre alt war. Marthe de Roucoulle, die mit den ihr anvertrauten Kindern ausschließlich auf Französisch sprach, so dass sie diese Sprache als zweite Muttersprache aufnahmen, unterstand der Aufsicht der Obergouvernante Sophie von Kameke, geborene von Brünnow (1675–1749). Für die Erziehung des Kronprinzen und der Prinzessinnen Wilhelmine und Friederike Luise wurde ihnen die königliche Instruktion übermittelt, „immer bei dem Prinzen und den Prinzessinnen zu sein, ohne sie zu verlassen, und sie bei allen ihren Tätigkeiten sorgfältig zu beobachten, damit sie sie korrigieren kann, wenn sie sich unwürdig verhalten“. Als Kontrollinstanz für den Kontakt der königlichen Kinder mit der sozialen Umwelt am Hofe hatten sie sicherzustellen, „dass nicht alle Welt ohne Unterschied bei dem Prinzen und den Prinzessinnen Aufnahme findet“. Vielmehr hatten sie eine Auswahl zu treffen „unter den Personen, mit denen die Konversation nützlich sein könnte“. Und weil „die Verehrung der Eltern einer der ersten Artikel der Frömmigkeit ist, sollte die Gouvernante es nicht daran mangeln lassen, den Prinzen und Prinzessinnen begreiflich zu machen, dass sie gegenüber uns [= dem König] und Ihrer Majestät, der Königin, immer Respekt und Unterwerfung bezeugen.“ Trotz dieser Anweisungen bildete sie zusammen mit der Königin eine Opposition gegen die väterlichen Erziehungsgrundsätze und führte Friedrich und die anderen königlichen Kinder nicht nur so an die französische Sprache heran, dass sie deren Umgangs-, Bildungs- und Schriftsprache wurde, sondern legte auch die Grundlagen für deren breites musisches und kulturelles Interesse.

Marthe de Roucoulle, Schwarz-Weiß-Abbildung eines Gemäldes im Schwedischen Nationalmuseum

Marthe de Roucoulle blieb die wichtigste Bezugsperson des Kronprinzen Friedrich bis mindestens etwa 1716, als Jacques Égide Duhan de Jandun, ebenfalls ein Französisch sprechender Hugenotte, die Führung bei der Erziehung des Kronprinzen zu übernehmen begann. Mit Marthe de Roucoulle, die das Amt der Gouvernante bis 1719 versah, blieb Friedrich bis zu ihrem Tod im Jahr 1741 eng verbunden. Mit ihr und ihrer Tochter, der Mademoiselle Marthe de Montbail (1678–1752), die ihrer Mutter bei der Erziehung der Prinzessinnen Wilhelmine und Philippine Charlotte geholfen hatte, stand er im Briefkontakt. Auch besuchte er häufig den Berliner Salon seiner Ziehmutter, wo sich hochstehende Angehörige des Hofes in Abendgesellschaften zu treffen pflegten. In einem Brief vom 23. November 1737, den Friedrich auf Schloss Rheinsberg verfasst hatte, bezeichnete er sie gar als „Mutter“, nach seinen Eltern als die Person, gegen die er die „meiste Verpflichtung fühle“.
Marthe de Roucoulle wurde am 5. Oktober 1741 auf dem Friedhof der Dorotheenstädtischen und Friedrichswerderschen Gemeinden bestattet. In dem 1869 veröffentlichten Lustspiel Die Schlacht bei Mollwitz rezipierte der Theaterschriftsteller Gustav Gans zu Putlitz sie als Frau von Rocoulle, in deren Berliner Wohnung die erste Szene im Jahr 1741 spielt.